# 坎塔布里亞海岸
坎塔布里亞海岸（Cornisa cantábrica）是伊比利半島西北部的海岸，位於北面的坎塔布里亞海以及南面的坎塔布里亞山脈之間，包含西班牙加利西亞、阿斯圖里亞斯、坎塔布里亞以及巴斯克自治區的北部。坎塔布里亞海岸又被稱為「綠西班牙」（España Verde），以溫和的海洋性氣候為主。

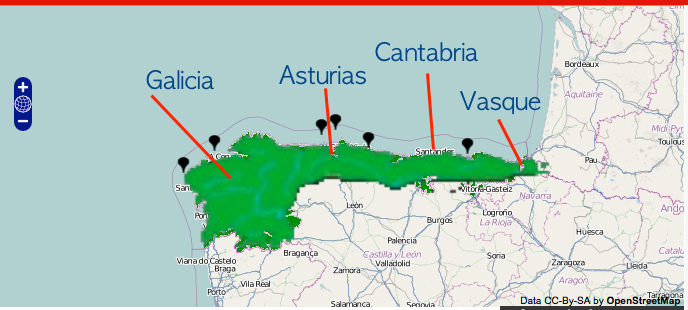
坎塔布里亞海岸地圖